# Marmota vancouverensis
Marmota vancouverensis е вид бозайник от семейство Катерицови (Sciuridae). Видът е критично застрашен от изчезване.

## Разпространение
Разпространен е в Остров Ванкувър (Британска Колумбия, Канада).